# Hadley (Nevada)
Hadley é uma comunidade não incorporada no condado de Nye, estado de Nevada, nos Estados Unidos. Fica localizada na State Route 376 a aproximadamente a 90 quilómetros de Tonopah, capital do condado e a a 106 quilómetros de Austin. A cidade mais próxima é Carvers a oito quilómetros.
A propriedade das minas em Round Mountain mudaram de mãos nas décadas de 1970 e 1980, com mudança nos processos de exploração mineira. Em 1987,   Round Mountain Goldcomeçou a a expandir as sua operações e houve a necessidade de construir novas habitações que o novo afluxo de mineiros tornava premente. Questões legais derivadas com a posse dos terrenos de Round MOuntain. levaram a companhia mineira a comprar terrenos  no  ICT Ranch emSmoky Valley de Ingvard Christianson e começaram a planear a construir uma nova cidade, nasceu Hadley.
Enquanto a cidade original de Round Mountain permanece próxima das atividades mineiras, a construção de Hadley serviu na essência, como uma realocação da antiga comunidade. Muitas vezes, Hadley e até Carvers são referidas genericamente como "Round Mountain", embora esteja localizada a alguns quilómetros de distância. Em Hadley existe uma escola primária, uma escola secundária, uma biblioteca, uma piscina, um campo de golfe e um campo de futebol.

## BIbliografia
- Round Mountain: Nature's Treasure Chest, Robert D. McCracken: Nye County Press, Tonopah, Nevada 2008.
- http://www.lat-long.com/Latitude-Longitude-855157-Nevada-Hadley.html Retrieved December 25, 2010.
- http://www.rci-nv.com/reports/nye/section10.html Retrieved December 25, 2010